# Chutes de la Loufoulakari

Les chutes de la Loufoulakari sont des cascades situées dans le sud-ouest de la république du Congo, dans le département du Pool, à 75 km au sud de la capitale politique Brazzaville.  

## Relief et végétation
Le plateau des Cataractes est un plateau sablo-gréseux qui s’étend au sud de Brazzaville et en République Démocratique du Congo voisin. Le fleuve Congo s’y encaisse profondément obligeant ses affluents, la Loufoulakari et la Louvoubi à créer des chutes pour le rejoindre, comme les chutes de Bela.
Dévalant de larges dalles de grès, ces cataractes coupent l’estuaire de la Loufoulakari, qui se jette dans le fleuve Congo alors très encaissé.
Les chutes de la Loufoulakari sont à une altitude de 291 mètres. Le relief autour des chutes est plat au nord, et vallonné au sud, au sein d'une vallée. Le point culminant du voisinage est de 411 mètres d'altitude, à 1,3 km au sud-ouest de chutes. 
Les environs des chutes de la Loufoulakari sont assez densément peuplés, avec 52 habitants par kilomètre carré. Le secteur autour des chutes compte plusieurs cours d'eau : Louvoubi, Boroboro. 
On y trouve également une mosaïque de terres agricoles (vergers) et de végétation naturelle. C'est le domaine de savanes avec un climat tropical humide. 

## Climat
La température moyenne annuelle dans la région est de 22 °C. Le mois le plus chaud est septembre, avec une température moyenne de 24 °C, et le mois le plus froid est juillet, avec 20 °C. La pluviométrie annuelle moyenne est de 1 672 millimètres. Le mois le plus pluvieux est novembre, avec une moyenne de 285 millimètres de précipitation, et le mois plus sec est juin, avec 1 millimètre de précipitation.

## S'y rendre
Les chutes de la Loufoulakari sont situés dans le département du Pool, à proximité de la localité de Kimpandzou, dans le district de Boko.
Depuis Nganga Lingolo sur la RN2, prendre la direction de Linzolo. La route conduit à Mbanza Ndounga (km 53), puis à Kimpandzou (km 63). De là, une piste mène aux célèbres chutes.